# إيغور رودريغوس
إيغور رودريغوس (5 مايو 1995 بليريا في البرتغال - ) هو لاعب كرة قدم برتغالي في مركز حراسة المرمى.

## وصلات خارجية
- إيغور رودريغوس على موقع قاعدة بيانات كرة القدم.إي يو (الإنجليزية)
- إيغور رودريغوس على موقع Soccerway.com (الإنجليزية)